# Estació Central d'Autobusos de Jerusalem

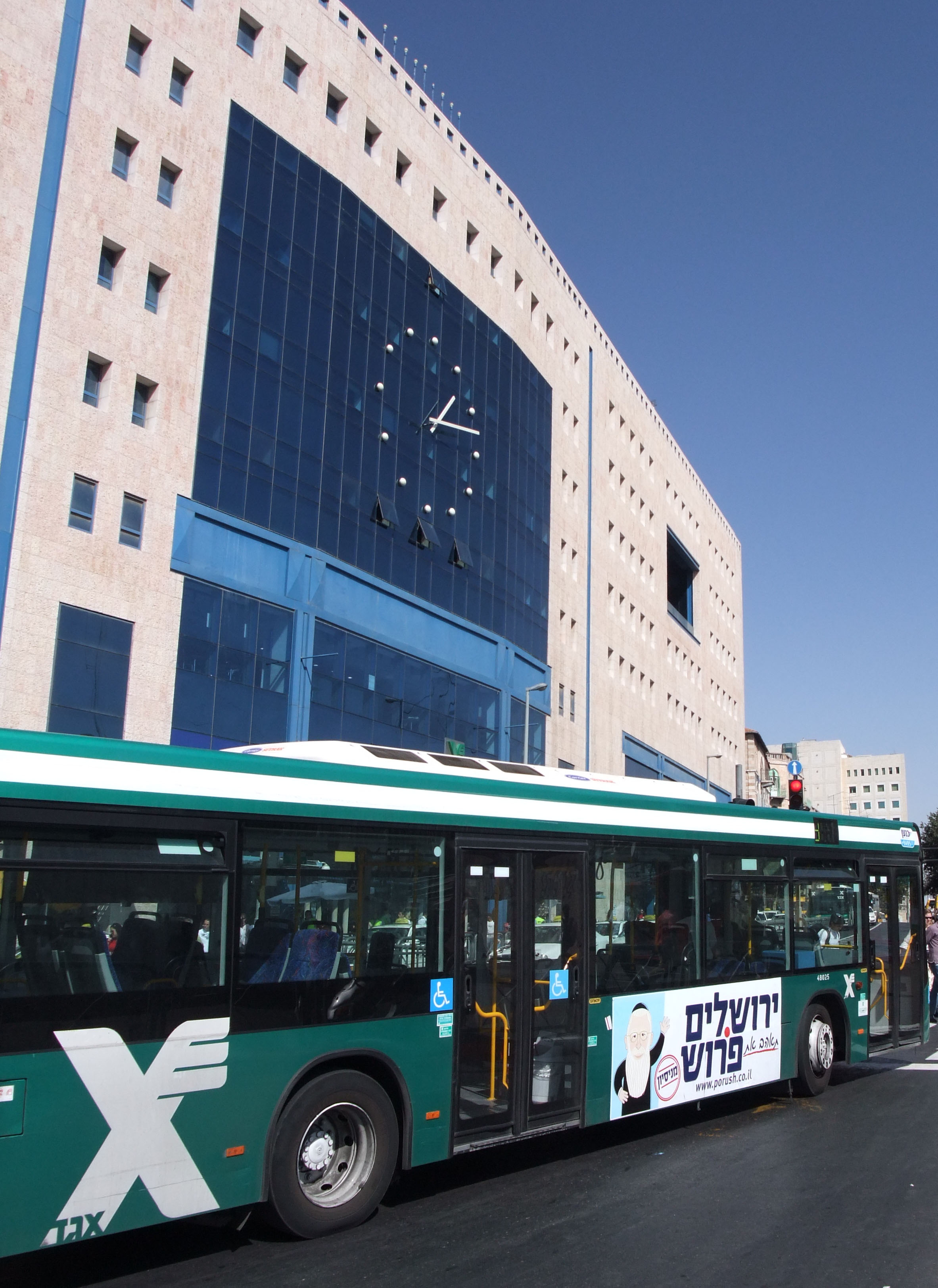
Autobús de l'empresa Egged.

L'Estació Central d'Autobusos de Jerusalem (hebreu: התחנה המרכזית של ירושלים, HaTahanah HaMerkazit Shel Yerushalayim‎) és la principal estació d'autobusos de la ciutat de Jerusalem, la capital d'Israel, i és una de les principals estacions d'autobusos del país. Està situada prop de la carretera de Jaffa i prop de l'entrada de la ciutat, serveix als autobusos de les companyies Egged, Superbus i Dan, que cobreixen les rutes d'autobús interiors de la ciutat.
Els autobusos de la ciutat i els trens lleugers transporten els passatgers fins a la carretera de Jaffa i l'avinguda Sderot Shazar. Es pot accedir a l'estació a través d'un passatge subterrani pels vianants.

## Galeria

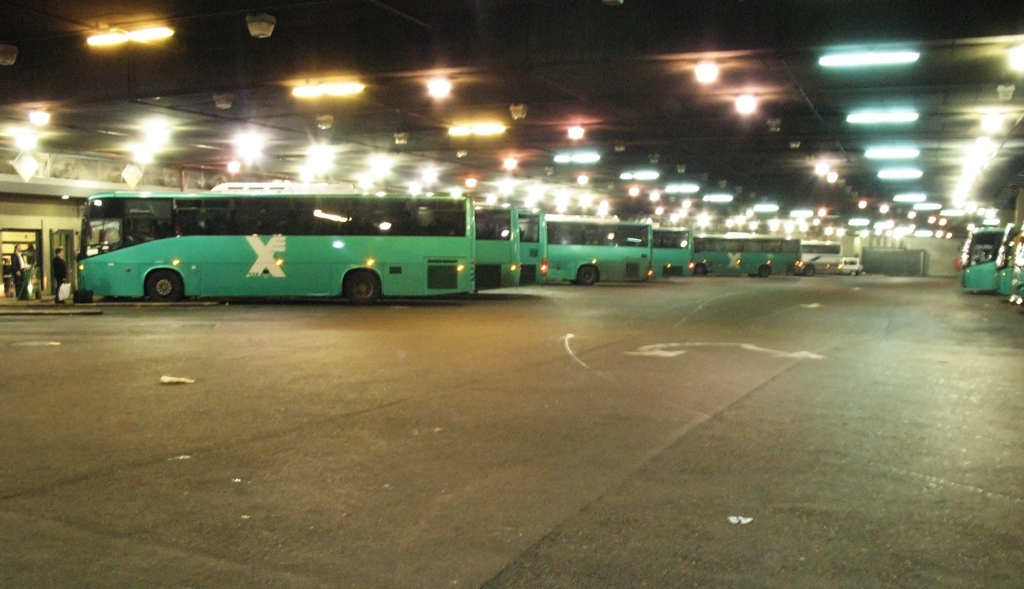
Autobusos aparcats en les cotxeres de l'estació.
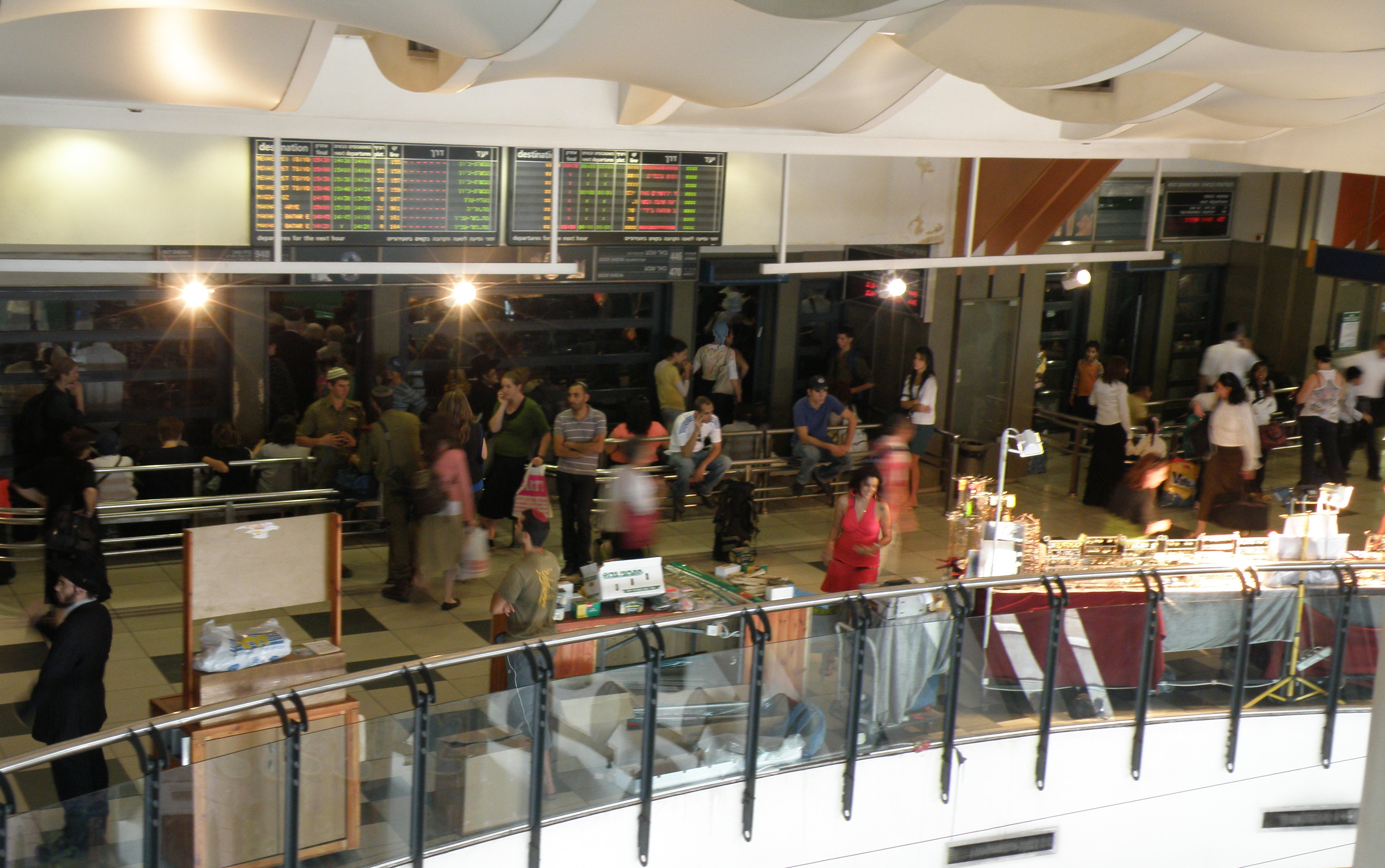
Panell informatiu i passatgers en l'interior de l'estació.
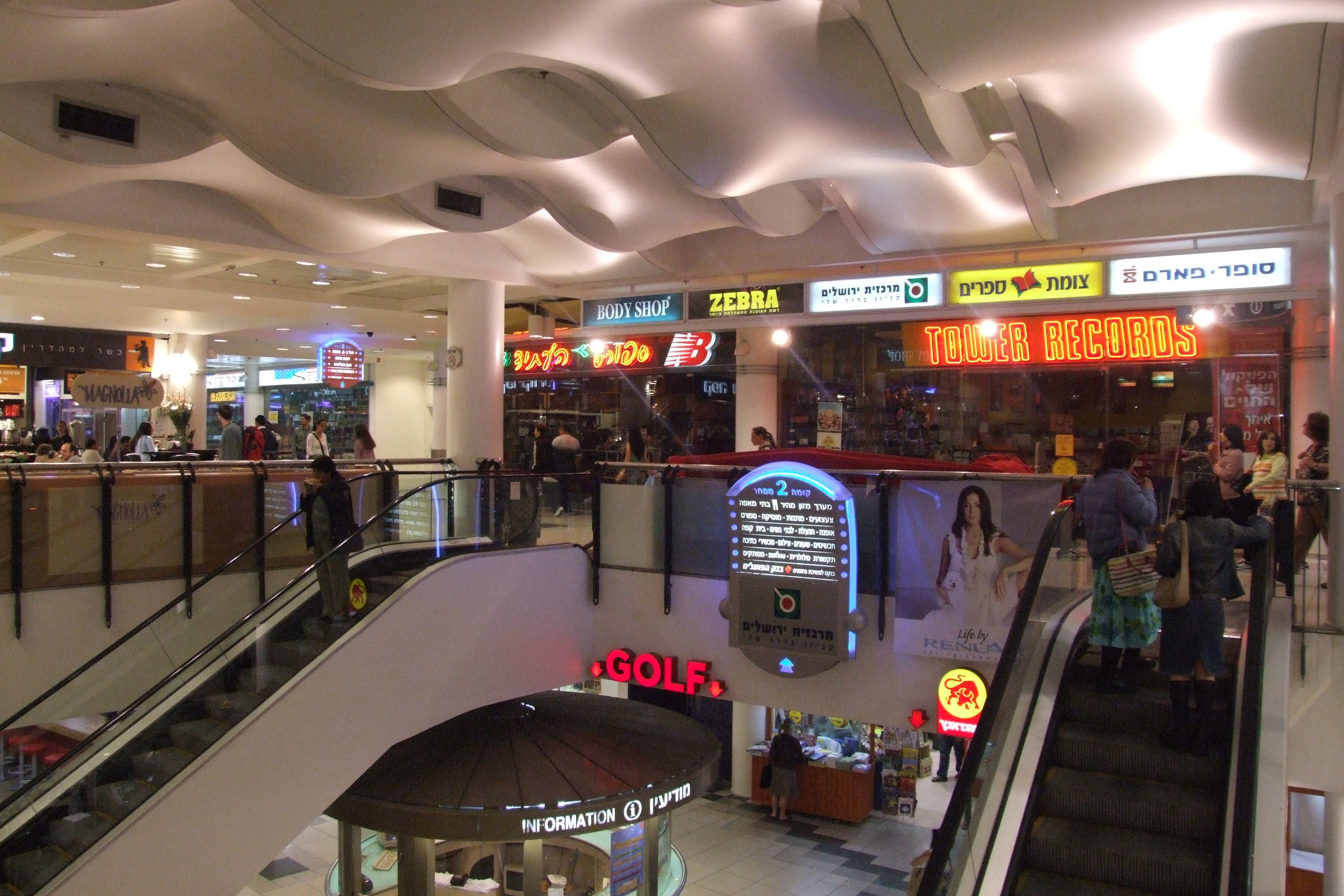
Escales mecàniques i botigues en l'interior de l'estació.